# Il viaggio (Aldo Tagliapietra)
Il viaggio è un album inciso nel maggio del 2008 da Aldo Tagliapietra. Ne esistono solamente 1074 copie, di cui 999 numerate in numeri arabi e 75 numerate in numeri romani ma fuori commercio: sono stati infatti destinati alla critica, ai collaboratori e agli amici del cantautore.
In questo album vi è scritta la biografia di Aldo Tagliapietra; le canzoni sono ispirate agli avvenimenti e ai ricordi che egli ha vissuto in India e con Le Orme.
L'album è dedicato a suo padre.

## Tracce
1. Il viaggio - 3:47
2. L'ultimo universo - 3:22
3. Canto silenzioso - 5:10
4. Angeli in fuga - 4:43
5. Il suono della notte - 3:17
6. Ho sete - 4:15
7. La città santa - 4:20
8. Dhanyawad - 2:56
9. Questo mondo - 4:05
10. La ruota del tempo - 3:33